# Himalopenetretus burangensis
Himalopenetretus burangensis is een keversoort uit de familie van de loopkevers (Carabidae). De wetenschappelijke naam van de soort werd voor het eerst geldig gepubliceerd in 2020 door Yan, Shi en Liang als Ledouxius franzi.